# 1977 Голяма награда на Нидерландия
1977 Голяма награда на Нидерландия е 22-рото за Голямата награда на Нидерландия и тринадесети кръг от сезон 1977 във Формула 1, провежда се на 28 август 1977 година на пистата Зандворд близо до град Зандворд, Нидерландия.

## История на кръга
След победата на Алън Джоунс в Йостерайхринг, Шадоу успя да принуди Франко Амброзио и спонсорите да останат като с това Рикардо Патрезе се завръща за сметка на Артуро Мерцарио, който е отново със своя Марч. Връщайки се в колоната са отбора на Рено с Жан-Пиер Жабуй, докато РАМ Рейсинг участват с изцяло холандски състав с Бой Хайе и Михаел Блеекемонен. Боро също се завръщат в колоната с болида на Инсайн от сезон 1975, а зад волана е нает Брайън Хентън.

### Квалификация
Холандската автомобилна федерация планира да се проведе пре-квалификационна сесия, с която да елиминира петима от деветимата пилоти, чийто отбори не са членове на ФОКА. Мерцарио остана видимо ядосан и бойкотира сесията в четвъртък, след което се стигна до споразумение с организаторите и всички пилоти са допуснати в главната квалификация в петък и събота. Това не помогна много на италианеца, който остана втория най-бавен от пилотите недопуснати за участие в състезанието, зад белгиеца Патрик Нев.
Марио Андрети продължи с чудесното си представяне, записвайки пол-позиция с шест десети по-бърз от втория най-бърз в квалификацията Жак Лафит. Джеймс Хънт остана трети пред Ники Лауда, Гунар Нилсон и Карлос Ройтеман. Останалите пилоти в топ 10 са Рони Петерсон, Джон Уотсън, Клей Регацони и Жабуй, докато Джоди Шектър остана едва 15-и.

### Състезание
Андрети превъртя гумите си на старта, което позволи на Лафит да поеме водачеството към първия завой. Хънт също се възползва от грешката на американеца в опит да го изпревари, правейки го на завоя Тарзан. Зад тях Уотсън спука резервоар, след като Ройтеман го избута към бордюра, докато контакт между Джоунс и Йохен Мас изпрати Макларън-а извън трасето и до отпадане. След края на първата обиколка Хънт пое лидерството от Лафит, Андрети, Лауда, Ройтеман, Уотсън, Петерсон, Регацони, Патрик Тамбей и Патрик Депайе. В четвъртата обиколка Андрети настигна Хънт, след като изпревари Лижие-то на Лафит във втората обиколка. Англичанинът успя да отрази атаката на Лотус-а на завоя Тарзан, преди Марио да се пробва отново. Два завоя по-късно обаче, двамата се изравняват и предната гума на Лотус да удари една от задните гуми на Макларън-а, пращайки във въздуха Хънт. От удара болида на Джеймс повреди задното окачване и той отпадна от надпреварата, докато Андрети продължи четвърти.
Зад всичко това Жан-Пиер Жарие спря АТС-Пенске-то си с повреда в запалителя, докато Шектър се изкачи до 11-а позиция пред Рено-то на Жабуй. В 10-а обиколка Андрети застигна водещото трио, изпреварвайки Ройтеман. Лауда се оказа труден за изпреварване и в 13-а обиколка австриеца запази позицията си, след като повреда в двигателя попари шансовете на Андрети за победа. Това изкачи съотборника му Нилсон с позиция напред, а преди това той изпревари сънародника си Петерсон. В 22-рата обиколка Лауда настигна и изпревари Лафит, за да поеме лидерството, след което се откъсна напред. Състезанието за Петерсон е преполовено с проблем в запалителя, а съотборника му в Тирел, Депайе спука предна гума. Регацони отпадна, когато ускорителния кабел се откъсна. Скоро и Депайе напусна с повреда в двигателя, чийто проблем принуди и Джоунс по-късно да напусне.
Нилсон застигна Ройтеман, но аржентинеца се оказа труден за изпреварване, преди шведа да удари Ферари-то отзад. От удара Ройтеман влезе в бокса с разбито задно крило, докато Нилсон напусна състезанието, което изкачи Тамбей на трета позиция пред Шектър и Жабуй. „Рено“-то на французина също напуска със счупено задно окачване в 39-а обиколка. Хентън се намира седми със своето Боро, преди да бъде дисквалифициран в 52-рата обиколка заради асистенцията на маршалите в началната фаза на състезанието. Брайън продължи до 71-вата обиколка, когато горивната помпа се разкъса, а Виторио Брамбила е пратен към мантинелите след като влезе във въздушната струя на Волф-а на Шектър. Две обиколки преди финала Тамбей получи проблем в двигателя като с това остана без гориво, което даде шанс на Шектър и на Емерсон Фитипалди да изпреварят Инсайн-а.
Междувременно Лауда записа петнадесетата си победа в кариерата си като с това увеличи шансовете си да стане шампион още в следващото състезание в Монца. Лафит успя да намали преднината на австриеца, но не достатъчно за възможна атака и французина остана втори. Шектър успя да запази интригата в шампионата, завършвайки трети пред Фитипалди, Тамбей (който е класиран пети от организаторите) и Ройтеман вземайки последната точка. Останалите пилоти които са класирани са Ханс-Йоахим Щук, Ханс Биндер, Брет Лънгър, Иън Шектър, Алекс Рибейро, Брамбила и Патрезе.

## Класиране
| Поз | No | Пилот              | Конструктор       | Обиколки | Време/Отпадане  | Място | Точки |
| --- | -- | ------------------ | ----------------- | -------- | --------------- | ----- | ----- |
| 1   | 11 | Ники Лауда         | Ферари            | 75       | 1:41:45.93      | 4     | 9     |
| 2   | 26 | Жак Лафит          | Лижие-Матра       | 75       | +1.89           | 2     | 6     |
| 3   | 20 | Джоди Шектър       | Волф-Форд         | 74       | + 1 Об.         | 15    | 4     |
| 4   | 28 | Емерсон Фитипалди  | Фитипалди-Форд    | 74       | + 1 Об.         | 17    | 3     |
| 5   | 23 | Патрик Тамбе       | Инсайн-Форд       | 73       | Без гориво      | 12    | 2     |
| 6   | 12 | Карлос Ройтеман    | Ферари            | 73       | + 2 Об.         | 6     | 1     |
| 7   | 8  | Ханс-Йоахим Щук    | Брабам-Алфа Ромео | 73       | + 2 Об.         | 19    |       |
| 8   | 35 | Ханс Биндер        | Пенске-Форд       | 73       | + 2 Об.         | 18    |       |
| 9   | 30 | Брет Лънгър        | Макларън-Форд     | 73       | + 2 Об.         | 20    |       |
| 10  | 10 | Иън Шектър         | Марч-Форд         | 73       | + 2 Об.         | 25    |       |
| 11  | 9  | Алекс Рибейро      | Марч-Форд         | 72       | + 3 Об.         | 24    |       |
| 12  | 19 | Виторио Брамбила   | Съртис-Форд       | 67       | Инцидент        | 22    |       |
| 13  | 16 | Рикардо Патрезе    | Шадоу-Форд        | 67       | Двигател        | 16    |       |
| ДКФ | 38 | Брайън Хентън      | Боро-Форд         | 52       | Дисквалифициран | 23    |       |
| Отп | 15 | Жан-Пиер Жабуй     | Рено              | 39       | Окачване        | 10    |       |
| Отп | 6  | Гунар Нилсон       | Лотус-Форд        | 34       | Инцидент        | 5     |       |
| Отп | 17 | Алън Джоунс        | Шадоу-Форд        | 32       | Двигател        | 13    |       |
| Отп | 4  | Патрик Депайе      | Тирел-Форд        | 31       | Двигател        | 11    |       |
| Отп | 3  | Рони Петерсон      | Тирел-Форд        | 18       | Запалване       | 7     |       |
| Отп | 22 | Клей Регацони      | Инсайн-Форд       | 17       | Дросел          | 9     |       |
| Отп | 5  | Марио Андрети      | Лотус-Форд        | 14       | Двигател        | 1     |       |
| Отп | 24 | Рупърт Кийгън      | Хескет-Форд       | 8        | Инцидент        | 26    |       |
| Отп | 1  | Джеймс Хънт        | Макларън-Форд     | 5        | Сблъсък         | 3     |       |
| Отп | 34 | Жан-Пиер Жарие     | Пенске-Форд       | 4        | Запалване       | 21    |       |
| Отп | 7  | Джон Уотсън        | Брабам-Алфа Ромео | 2        | Теч-масло       | 8     |       |
| Отп | 2  | Йохен Мас          | Макларън-Форд     | 0        | Инцидент        | 14    |       |
| НКв | 27 | Патрик Нев         | Марч-Форд         |          |                 |       |       |
| НКв | 37 | Артуро Мерцарио    | Марч-Форд         |          |                 |       |       |
| НКв | 18 | Верн Шупан         | Съртис-Форд       |          |                 |       |       |
| НКв | 39 | Иън Ашли           | Хескет-Форд       |          |                 |       |       |
| НКв | 33 | Бой Хайе           | Марч-Форд         |          |                 |       |       |
| НКв | 25 | Ектор Ребаке       | Хескет-Форд       |          |                 |       |       |
| НКв | 29 | Теди Пилет         | БРМ               |          |                 |       |       |
| НКв | 32 | Михаел Блеекемолен | Марч-Форд         |          |                 |       |       |

## Класиране след състезанието
| Поз | Пилот           | Точки |
| --- | --------------- | ----- |
| 1   | Ники Лауда      | 63    |
| 2   | Джоди Шектър    | 42    |
| 3   | Карлос Ройтеман | 35    |
| 4   | Марио Андрети   | 32    |
| 5   | Джеймс Хънт     | 22    |

| Поз | Конструктор       | Точки   |
| --- | ----------------- | ------- |
| 1   | Ферари            | 80 (82) |
| 2   | Лотус-Форд        | 47      |
| 3   | Волф-Форд         | 42      |
| 4   | Макларън-Форд     | 35      |
| 5   | Брабам-Алфа Ромео | 27      |